# Ozoir-la-Ferrière
Pour les articles homonymes, voir Ozoir.
Ozoir-la-Ferrière (prononcé [ɔ.ˈzwaʁ la fɛ.ˈʁjɛʁ]) est une commune française située dans le département de Seine-et-Marne en région Île-de-France.

## Géographie

### Localisation
La ville d'Ozoir-la-Ferrière est située à environ 31 km à l'est de Paris sur le plateau de la Brie.

### Communes limitrophes
Les communes limitrophes sont Chevry-Cossigny, Férolles-Attilly, Gretz-Armainvilliers, Lésigny, Pontault-Combault, Pontcarré et Roissy-en-Brie.
| Pontault-Combault 6,6 km | Roissy-en-Brie 3,55 km  | Pontcarré 4,9 km            |
| Lésigny 4,56 km          | Ozoir-la-Ferrière       |                             |
| Férolles-Attilly 4,61 km | Chevry-Cossigny 4,30 km | Gretz-Armainvilliers 4,9 km |

### Hydrographie
Le système hydrographique de la commune se compose de deux cours d'eau référencés :
- le Ru de la Ménagerie, long de 11 km[1], est un cours d'eau à faible débit qui prend sa source en forêt d'Armainvilliers et traverse la commune[2] ;
- le fossé 01 du Plessis-les-Nonains, 3,8 km[3], affluent du Réveillon.

La longueur linéaire globale des cours d'eau sur la commune est de 7,15 km.

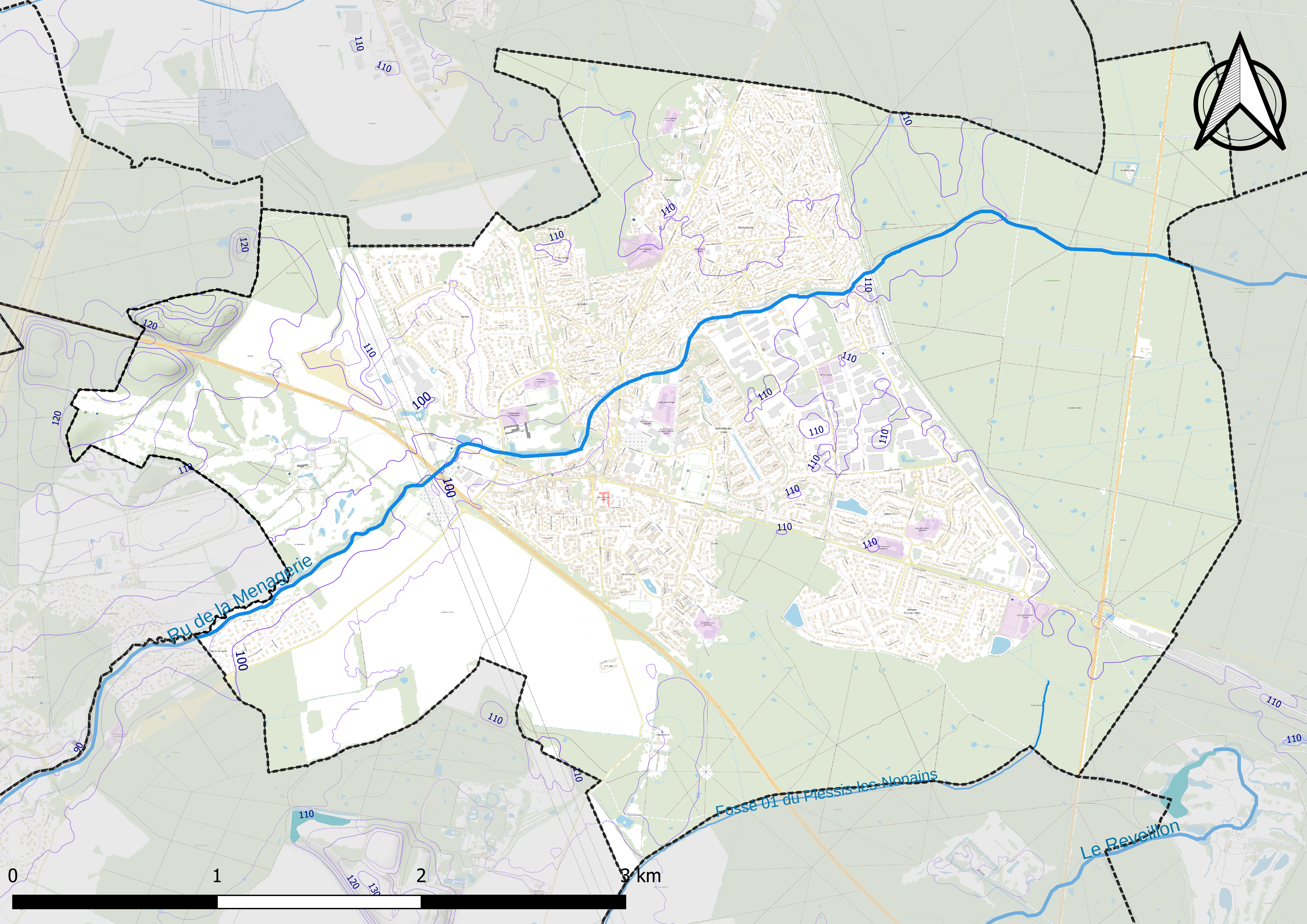
Carte hydrographique de la commune.

### Climat
Pour des articles plus généraux, voir Climat de l'Île-de-France et Climat de Seine-et-Marne.
En 2010, le climat de la commune est de type climat océanique dégradé des plaines du Centre et du Nord, selon une étude du CNRS s'appuyant sur une série de données couvrant la période 1971-2000. En 2020, Météo-France publie une typologie des climats de la France métropolitaine dans laquelle la commune est exposée à un climat océanique altéré et est dans la région climatique Sud-ouest du bassin Parisien, caractérisée par une faible pluviométrie, notamment au printemps (120 à 150 mm) et un hiver froid (3,5 °C).
Pour la période 1971-2000, la température annuelle moyenne est de 10,9 °C, avec une amplitude thermique annuelle de 15,2 °C. Le cumul annuel moyen de précipitations est de 707 mm, avec 11,3 jours de précipitations en janvier et 7,8 jours en juillet. Pour la période 1991-2020, la température moyenne annuelle observée sur la station météorologique la plus proche, située sur la commune de Torcy à 9 km à vol d'oiseau, est de 12,1 °C et le cumul annuel moyen de précipitations est de 716,4 mm,. Pour l'avenir, les paramètres climatiques de la commune estimés pour 2050 selon différents scénarios d'émission de gaz à effet de serre sont consultables sur un site dédié publié par Météo-France en novembre 2022.

### Milieux naturels et biodiversité

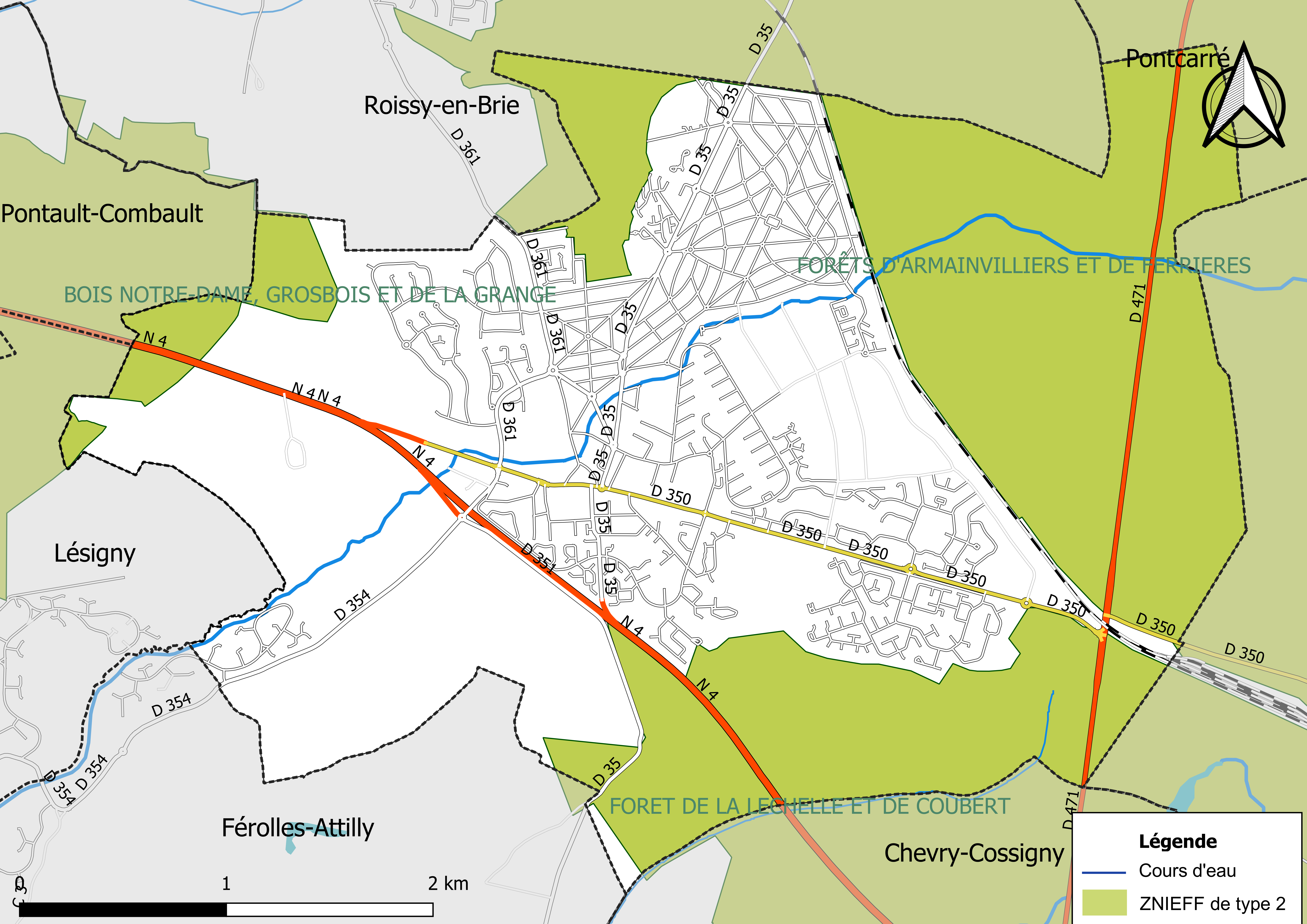
Carte des ZNIEFF de type 2 localisées sur la commune.

L’inventaire des zones naturelles d'intérêt écologique, faunistique et floristique (ZNIEFF) a pour objectif de réaliser une couverture des zones les plus intéressantes sur le plan écologique, essentiellement dans la perspective d’améliorer la connaissance du patrimoine naturel national et de fournir aux différents décideurs un outil d’aide à la prise en compte de l’environnement dans l’aménagement du territoire.
Le territoire communal d'Ozoir-la-Ferrière comprend trois ZNIEFF de type 2,, : 
- les « Bois Notre-Dame, Grosbois et de la Grange » (3 410,1 ha), couvrant 15 communes dont 4 en Seine-et-Marne, 2 dans l'Essonne et 9 dans le Val-de-Marne[12] ;
- la « forêt de la Léchelle et de Coubert » (2 069,22 ha), couvrant 9 communes du département[13] ;
- les « forêts d'Armainvilliers et de Ferrières » (5 682,94 ha), couvrant 12 communes du département[14].

## Urbanisme

### Typologie
Au 1er janvier 2024, Ozoir-la-Ferrière est catégorisée centre urbain intermédiaire, selon la nouvelle grille communale de densité à sept niveaux définie par l'Insee en 2022.
Elle appartient à l'unité urbaine de Paris, une agglomération inter-départementale regroupant 407  communes, dont elle est une commune de la banlieue,,. Par ailleurs la commune fait partie de l'aire d'attraction de Paris, dont elle est une commune de la couronne,. Cette aire regroupe 1 929 communes,.

### Occupation des sols simplifiée

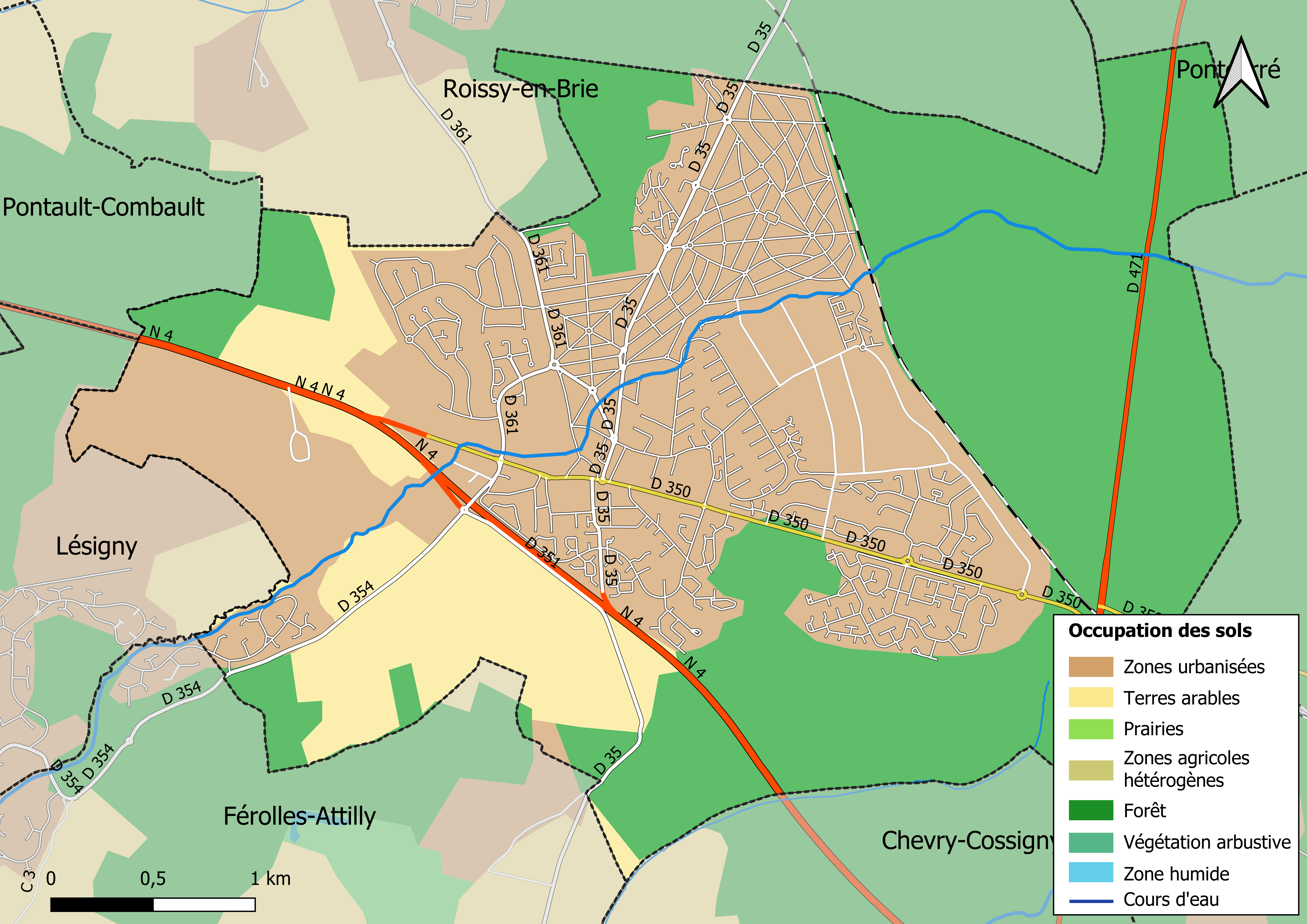
Carte des infrastructures et de l'occupation des sols de la commune en 2018 (CLC).

Le territoire de la commune se compose en 2017 de 59,03 % d'espaces agricoles, forestiers et naturels, 7,61  % d'espaces ouverts artificialisés et 33,36 % d'espaces construits artificialisés.

### Lieux-dits et écarts
La commune compte 46 lieux-dits administratifs répertoriés consultables ici.

### Quartiers
Les quartiers incluent ceux d'Anne Frank, Archevêché, la Gare, Belle-Croix, Armainvilliers, Brêche-aux-Loups, Vieux Village, Doutre, Résidence Vincennes, Clos de la Vigne, Poirier et Notre-Dame.

### Logement
En 2016, le nombre total de logements dans la commune était de 8 223 dont 65,9 % de maisons et 32,6 % d'appartements.
Parmi ces logements, 94,1 % étaient des résidences principales, 1,4 % des résidences secondaires et 4,6 % des logements vacants.
La part des ménages fiscaux propriétaires de leur résidence principale s'élevait à 68,3 % contre 30,2 % de locataires dont, 12,8 % de logements HLM loués vides (logements sociaux) et, 1,5 % logés gratuitement.

### Voies de communication et transports
La ville est desservie par une gare de la ligne E du RER d'Île-de-France sur la branche E4 (direction Tournan ou Haussmann - Saint-Lazare).
La ville d'Ozoir-la-Ferrière est desservie par des lignes de bus de nombreux réseaux : Pays Briard, Marne-la-Vallée, Pays Briard, Marne et Brie, navette électrique municipale OLFI et la nuit par Noctilien.
La RN 4 passe à Ozoir, en direction de Paris ou Nancy.

## Toponymie
Le nom de la localité est attesté sous les formes Oratorium en 855, Horeor en 1166, Oroher en 1188, Oreor au XIIe siècle, Oreoir en 1216, Ourrouer en 1280, Ouzoir en 1312
Le nom d'Ozoir provient du latin oratorium (oratoire) par un phénomène de zêtacisme.
la-Ferrière : ce nom doit probablement son origine aux minerais de fer. Des fouilles archéologiques ont permis d'établir que l'immense forêt sur laquelle est située la commune abritait autrefois des forges de fer (des Ferrières).Imbert, évêque de Paris, parlait dans une charte de 1050, d’une église située « In Silva Ferrariensi » (« la forêt ferrière »). Les bûcherons se réunissaient là pour l’office du dimanche. Cette chapelle, érigée sous le vocable de Sant Pierre, marqua l’emplacement d’une localité qui prit le nom de Horeor. La déformation de l’appellation d’origine nous amène à l’orthographe actuelle d’Ozoir-la-Ferrière. De Horeor en 1166 on passe à Oroir la Ferrière en 1312. La prononciation brioise tendant à effacer le R au profit du Z. Il est noté dans une monographie consacrée à la commune écrite en 1889 par l’instituteur E. Millard : « On retrouve dans le voisinage de l’Église, en creusant le sol, une grande quantité de scories de fer ».
Au cours de la Révolution française, la commune porte le nom d'Ozoir-la-Raison.

## Histoire
Dans le bois de Monthéty ou Monthély, (à l'époque sur le territoire de la paroisse de Lésigny), Maurice de Sully, évêque de Paris, créa en 1167 l’abbaye de Monthéty. Son existence fut éphémère : quelques décennies plus tard elle avait disparu ; ses terres et biens, ainsi que la gestion spirituelle et temporelle de la chapelle dédiée à la Vierge Marie revinrent à l’abbaye d’Hyverneau, ou d'Hiverneau, toute proche.
La poursuite d’un culte dans cette chapelle de Monthéty fit se créer peu à peu un pèlerinage. Plus tard, en raison du grand nombre de fidèles attirés sur les lieux, à la requête des religieux d'Hivernaux, abbaye voisine, aujourd'hui détruite, une foire s’installe en 1512. Cette foire considérable de bestiaux, se tient le 19 septembre et dure deux jours. Elle durera jusqu’au XXe siècle, la foire aux bestiaux étant peu à peu complétée par une fête foraine et populaire. Objet d'un litige entre les communes de Lésigny et Ozoir-la-Ferrière, la gestion de la foire revint à cette dernière.
Au XXe siècle, la Monthéty était devenue une simple grande fête foraine mais fort réputée ; dans les années 1930, elle fut déplacée de l’autre côté de la RN 4 puis disparut une dizaine d'années après la Seconde Guerre mondiale.
« La Monthéty » subsiste dans la mémoire populaire, dans les écrits des historiens locaux. Le lieu, laissé à l'abandon, a été autrefois défiguré par une décharge, l'emplacement de l'ancien champ de foire est encore visible ainsi que l'ancienne route menant à Lésigny, bordée d'arbres centenaires.
En 1674, Ozoir-la-Ferrière compte parmi les terres et seigneuries réunies en un duché de Saint-Cloud.
La ville d’Ozoir-la-Ferrière, comme une bonne partie des communes situées à proximité des lignes de chemin de fer venant de Paris, a vu sa population considérablement augmenter depuis la fin de la Grande Guerre. Elle passe de 717 habitants en 1921 à 1 544 en 1936. Mais cette population s’installe essentiellement dans le lotissement de l’Archevêché, à proximité de la gare et donc éloigné du bourg rural d’origine. Créé par la Société Générale Foncière (SGF), il a rapidement été loti à partir de 1927. Une association syndicale s’est d’ailleurs constituée et devient rapidement un des syndicats de lotissement les mieux organisés du département avec conseillers à disposition des membres, journal interne, négociation de prix avec les entrepreneurs en bâtiment.
En 1982, la ville est le théâtre de meurtres : un pervers sexuel, Serge Leclerc, appelé « le monstre d'Ozoir-la-Ferrière » ou le « tueur au verrou » commet une série de meurtres.

## Politique et administration

### Rattachements administratifs et électoraux
Rattachements administratifs
La commune se trouve depuis 1994 dans l'arrondissement de Torcy du département de Seine-et-Marne.
Elle faisait partie de 1793 à 1975 du canton de Tournan-en-Brie, année où elle intègre le canton de Roissy-en-Brie. Dans le cadre du redécoupage cantonal de 2014 en France, cette circonscription administrative territoriale a disparu, et le canton n'est plus qu'une circonscription électorale.
Rattachements électoraux
Pour les élections départementales, la commune est depuis 2014 le bureau centralisateur du canton d'Ozoir-la-Ferrière
Pour l'élection des députés, elle fait partie de la huitième circonscription de Seine-et-Marne.

### Intercommunalité
Ozoir-la-Ferrière est le siège de la communauté de communes Les Portes Briardes Entre Villes et Forêts, un établissement public de coopération intercommunale (EPCI) à fiscalité propre créé en 2010 et auquel la commune a transféré un certain nombre de ses compétences, dans les conditions déterminées par le code général des collectivités territoriales.

### Tendances politiques et résultats
Lors du premier tour des élections municipales de 2014 en Seine-et-Marne, la liste UMP-UDI du maire sortant Jean Francois Oneto remporte la majorité absolue des suffrages exprimés, avec 4 720 voix (61,41 %, 29 conseillers municipaux élus dont 15 communautaires), devançant respectivement les listes menées respectivement par : 

- Dominique Lebreton (DVD, 1 589 voix, 20,67 %, 3 conseillers municipaux élus dont 2 communautaires) ;

- Isabelle Cros (PS-PCF-EELV, 1 377 voix, 17,91 %, 3 conseillers municipaux élus dont 1 communautaire).
Lors de ce scrutin, 44,04 % des électeurs se sont abstenus. Le recours formé par Dominique Lebreton en raison de la diffusion tardive d'un tract par la liste de Jean Francois Oneto est rejeté par le tribunal administratif de Melun en octobre 2014,.
Lors du second tour des élections municipales de 2020 en Seine-et-Marne, la liste LR menée par le maire sortant Jean-François Oneto remporte la majorité des suffrages exprimés, avec 2 397 voix (40,22 %, 25 conseillers municipaux élus dont 12 communautaires), devançant de 106 voix la liste LREM/Agir menée par Jean-Pierre Bariant — qui bénéficiait de la fusion de la liste du premier tour menée par Joseph Garcia  — qui a obtenu 2 291 voix (38,44 %, 7 conseillers municipaux élus dont 3 communautaires), suivie par la liste DVC menée par Bruno Wittmayer (1 271 voix, 21,32 %, 3 conseillers municipaux élus dont 2 communautaires),.
Lors de ce scrutin marqué par la pandémie de Covid-19 en France, 58,03 % des électeurs se sont abstenus.
Jean-Pierre Bariant a contesté les résultats de l'élection. Le Tribunal administratif de Melun a rejeté ses arguments en mars 2021 et confirmé les résultats de juin 2020,.

### Liste des maires
| Période                                  | Période                       | Identité                   | Étiquette      | Qualité |
| ---------------------------------------- | ----------------------------- | -------------------------- | -------------- | --- |
| Les données manquantes sont à compléter. |                               |                            |                | |
| 1848                                     | 1865                          | Théodore Charles Guittard  |                | Instituteur |
| 1865                                     | 1881                          | Louis Augustin Gérard      |                | Marchand de bois |
| 1881                                     | 1882                          | Pierre Auguste Henry       |                | |
| 1882                                     | 1884                          | Louis Augustin Gérard      |                | Marchand de bois |
| 1884                                     | 1887                          | Pierre Auguste Henry       |                | Décédé en fonction |
| 1887                                     | 1917                          | Eugène Alexis Arluison     |                | Décédé en fonction |
| 1917                                     | 1940                          | Albert Euvrard             |                | Régisseur à la ferme d'Armainvilliers |
| 1940                                     | 1945                          | Auguste Alphonse Hudier    |                | |
| 1945                                     | 1947                          | Georges Cognet (1883-1948) | SFIO           | Garçon de café puis voyageur-représentant Conseiller général de Tournan-en-Brie (1945 → 1949 ) |
| octobre 1947                             | mai 1953                      | Robert Pouillez            |                | Entrepreneur |
| mai 1953                                 | mars 1977                     | Henri Beaudelet            | SFIO puis PS   | Instituteur Conseiller général de Tournan-en-Brie (1955 → 1961) Maire de Roussac (1977 → 1979) |
| mars 1977                                | mars 1983                     | Jean-Yves Le Car           | PS             | Instituteur |
| mars 1983                                | juin 1995                     | Jacques Giraud             | UDF            | Architecte à la Banque de France |
| juin 1995                                | mars 2001                     | Jacques Loyer              | PS             | Directeur commercial |
| mars 2001                                | novembre 2024                 | Jean-François Oneto,       | DL puis UMP-LR | Chef d'entreprise Conseiller général de Roissy-en-Brie (2011 → 2015) Conseiller départemental d'Ozoir-la-Ferrière (2015 → 2024) Vice-président du conseil départemental (2015 → 2017) Président de la CC Les Portes Briardes (2010 → 2024) Démissionnaire d'office après sa condamnation pénale à l'inéligibilité |
| décembre 2024,                           | En cours (au 7 décembre 2024) | Christine Fleck            | LR             | Ancienne adjointe au maire |

### Jumelages et parrainages
La ville est jumelée à Swords ( Irlande) depuis 1991 et à Esposende ( Portugal) depuis 1997.
La commune parraine la ville de Rebkong ( Tibet) depuis 2017.

## Équipements et services publics

### Enseignement
- École Belle-Croix
- École Sainte-Thérèse
- Maternelle La Mare Detmond
- École de la Brèche aux Loups
- École Anne-Frank
- École Gruet
- École Plume Vert
- Lemon École
- Collège Marie-Laurencin
- Collège Gérard-Philipe
- Collège Sainte-Thérèse
- Lycée professionnel Lino-Ventura
- Lycée Sainte-Thérèse

La commune dispose également d'un conservatoire de musique situé dans la ferme Pereire : le conservatoire Maurice-Ravel.

## Population et société
Les habitants sont appelés les Ozoiriens. Ils sont aussi encore appelés Ozophoriciens (rapport à Ozoir et à la Ferrière). Le nom d'origine est Ozophoriciens pour distinguer les habitants de ceux d'Ozoir-le-Breuil (Eure-et-Loir) et des communes de France nommées Ouzouer.

### Démographie
L'évolution du nombre d'habitants est connue à travers les recensements de la population effectués dans la commune depuis 1793. Pour les communes de plus de 10 000 habitants les recensements ont lieu chaque année à la suite d'une enquête par sondage auprès d'un échantillon d'adresses représentant 8 % de leurs logements, contrairement aux autres communes qui ont un recensement réel tous les cinq ans,.

En 2022, la commune comptait 20 969 habitants, en évolution de +3,83 % par rapport à 2016 (Seine-et-Marne : +3,92 %, France hors Mayotte : +2,11 %).
| 1793 | 1800 | 1806 | 1821 | 1831 | 1836 | 1841 | 1846 | 1851 |
| ---- | ---- | ---- | ---- | ---- | ---- | ---- | ---- | ---- |
| 576  | 613  | 661  | 672  | 644  | 571  | 583  | 584  | 608  |

| 1856 | 1861 | 1866 | 1872 | 1876 | 1881 | 1886 | 1891 | 1896 |
| ---- | ---- | ---- | ---- | ---- | ---- | ---- | ---- | ---- |
| 623  | 696  | 709  | 665  | 652  | 702  | 724  | 751  | 843  |

| 1901 | 1906 | 1911 | 1921 | 1926 | 1931  | 1936  | 1946  | 1954  |
| ---- | ---- | ---- | ---- | ---- | ----- | ----- | ----- | ----- |
| 801  | 851  | 813  | 717  | 721  | 1 017 | 1 544 | 1 550 | 2 050 |

| 1962  | 1968  | 1975   | 1982   | 1990   | 1999   | 2006   | 2011   | 2016   |
| ----- | ----- | ------ | ------ | ------ | ------ | ------ | ------ | ------ |
| 3 026 | 4 739 | 11 778 | 13 719 | 19 031 | 20 707 | 20 152 | 20 123 | 20 196 |

| 2021   | 2022   | - | - | - | - | - | - | - |
| ------ | ------ | - | - | - | - | - | - | - |
| 20 692 | 20 969 | - | - | - | - | - | - | - |

La densité de population d'Ozoir-la-Ferrière est de 1 345,9 hab./km2.

### Manifestations culturelles et festivités

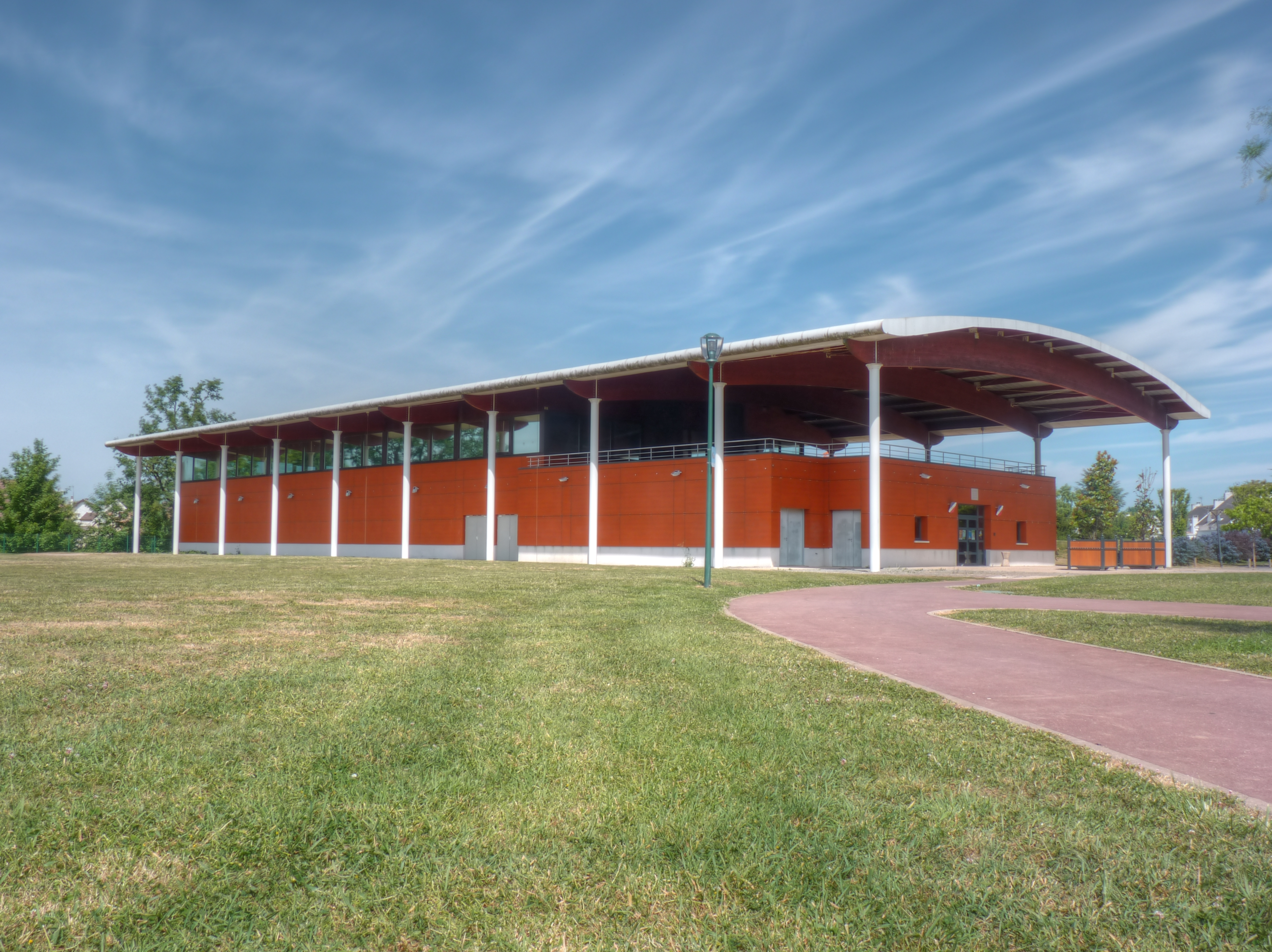
Gymnase de la Brèche-aux-Loups.

La commune d'Ozoir-la-Ferrière accueille plusieurs événements. Ils incluent notamment l'accueil de l'équipe du Brésil de football pour la Coupe du monde de football 1998, les Jeux Olympiques de Seine-et-Marne en juin 2005, la brocante des particuliers chaque 1er mai (600 exposants), la fête des sports, la patinoire (place Arluison, mi-décembre → mi-janvier) et Ozoir les pieds dans le sable (juillet-août). Depuis 2015, c'est aussi à Ozoir-la-Ferrière qu'est organisé le Girl Ink Tattoo Show, première convention de tatoueuses en France.

### Lieux de culte
- Mosquée d'Ozoir - ACCMO[48].
- Église protestante évangélique.
- Église Saints-Pierre-et-Paul, chapelle de la vierge (XIIIe – XIVe siècle).
- Ancienne chapelle orthodoxe désaffectée (fondée par la communauté des Russes Blancs après 1917) puis transformée en maison d'habitation.

### Médias

#### Actualités
Une émission sur M6 intitulée Le chef contre-attaque a fait un reportage dans le collège Marie Laurencin mettant en scène les élèves d'une classe de 3e apprenant à cuisiner pour concocter un repas pour trois ministres.
Gaétan Zampa, célèbre parrain du milieu marseillais des années 1970, était très lié à une boite de nuit d'Ozoir-la-Ferrière lorsqu'il était installé en région parisienne au début des années 1980.
En 2016, la commune est au centre d'une affaire immobilière concernant l'attribution de permis de construire à la société France Pierre,.

## Économie
L'économie de la commune est principalement rattachée à la zone industrielle et commerciale et au marché tenu chaque mercredi et samedi matin sur la place Horizon.

### Revenus de la population et fiscalité
En 2010, le revenu fiscal médian par ménage était de 42 886 €, ce qui plaçait Ozoir-la-Ferrière au 1 352e rang parmi les 31 525 communes de plus de 39 ménages en métropole.

## Culture locale et patrimoine

### Lieux et monuments

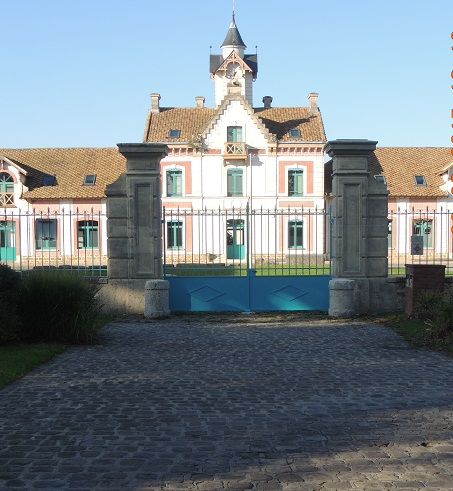
La ferme Pereire.

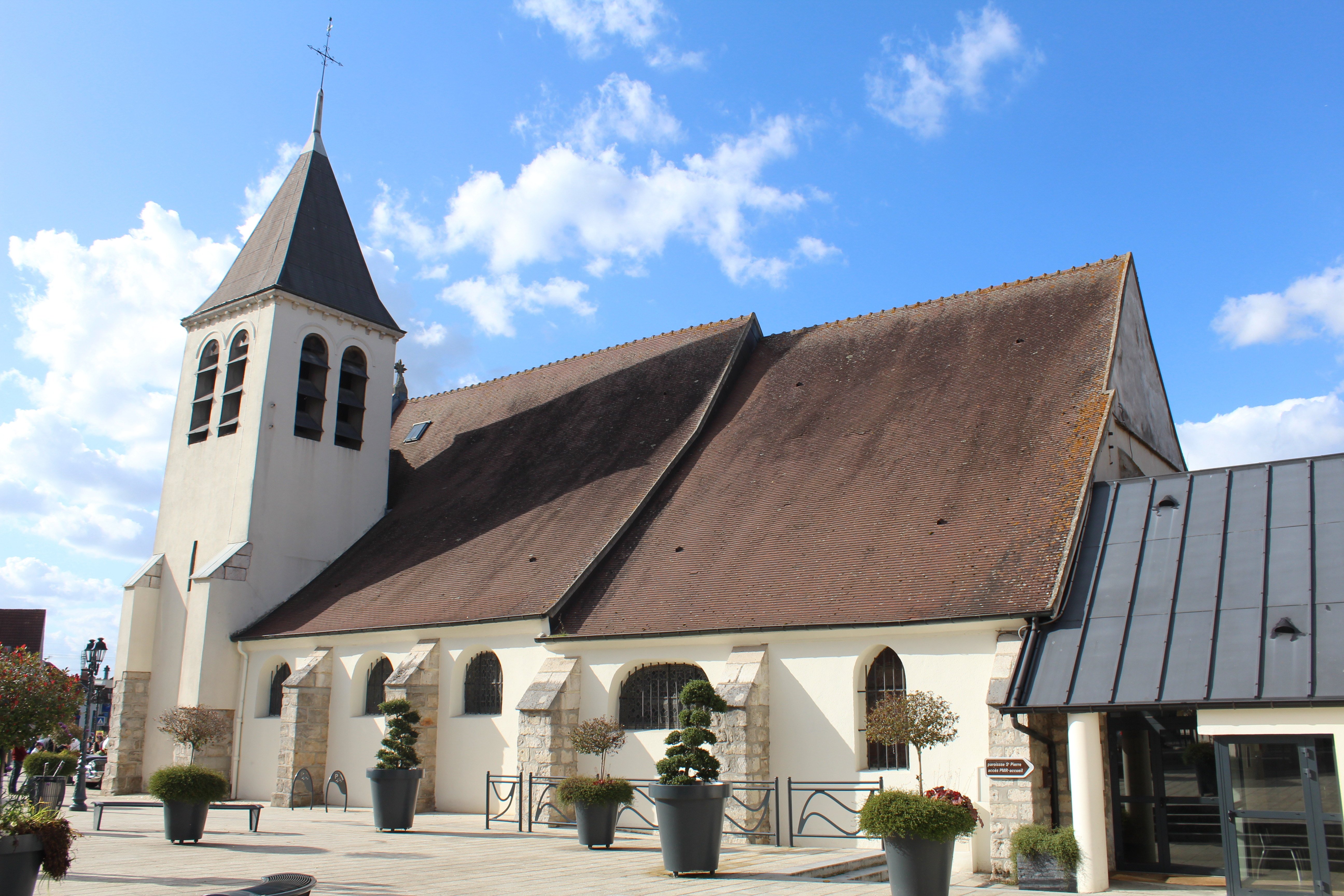
L'église Saints-Pierre-et-Paul - cloche de l'église sonnant la demie : Fichier:Ozoir-la-Ferrière - Cloche de l'église Saint-Pierre-Saint-Paul.ogg

#### Monuments historiques
- La ferme Pereire a fait l’objet d’une inscription au titre des monuments historiques en 1992[54].
- Jardin remarquable : parc du château de la Doutre, dont le cèdre de Jussieu (pré-inventaire jardins remarquables)[55].
- Ancien parc de chasse du château de Chauvennerie[56].
- Château des Agneaux (golf d'Ozoir)[57].
- Ancien lavoir communal restauré toiture à quatre pans[Où ?].
- Borne milliaire décorée de la fleur de lys (ancien régime, rond-point de l'Europe)[Où ?].
- Site historique de Monthéty, actuellement délaissé en limite de Lésigny.
- Portion de la forêt domaniale d'Armainvilliers.
- Passage fléché du sentier GR 14.

### Personnalités liées à la commune
- Jean Joseph Ange d'Hautpoul (1754-1807), général de division posséda le château de la Doutre.
- Roger Nicolas (1919-1977), chansonnier humoriste français. Il a passé son enfance à Ozoir-la-Ferrière, son père en était le chef de gare. Il est enterré dans le cimetière d'Ozoir et son nom a été donné à la place devant la gare RER pour commémorer son souvenir[58].
- Mano Solo (1963-2010), chanteur a grandi dans la ville[59].
- Michel Jazy (1936-2024), athlète y a habité.
- Christian Ragot (1933), designer français y réside.
- Wojtek Siudmak (1942), artiste peintre, citoyen d'honneur de la commune.
- Thierry Frémont (1962), acteur y est né.
- Xavier Dulong de Rosnay (1982), l'un des deux membres du groupe Justice (qui a par ailleurs étudié au collège Sainte-Thérèse) [réf. nécessaire].
- Yvonne Schach-Duc, artiste, graveur, scientifique (1933-2009) qui a résidé dans la commune de 1969 à 1999.

### Héraldique
| Blason de Ozoir-la-Ferrière | Blason  | D'azur à trois fleurs de lis d'or                |
| Blason de Ozoir-la-Ferrière | Détails | Le statut officiel du blason reste à déterminer. |

## Pour approfondir